# Митилинеу, Ион
Ион Митилинеу (рум. Ion Mitilineu; 28 сентября 1868, Бэйлешти, Княжество Валахия - 11 июня 1946) — румынский государственный деятель, дипломат, министр иностранных дел Румынии (30 марта 1926-3 июня 1927).

## Биография
После вступления в должность премьер-министра Румынии Александру Авереску был назначен министром иностранных дел Румынии  1926 года.
Будучи дипломатом прилагал значительные усилия по восстановлению хороших отношений с европейскими государствами. Премьер-министр Авереску, после встречи с итальянским лидером Бенито Муссолини в 1924 году, был заинтересован в тесном сотрудничестве с Италией. В течение работы в правительстве Авереску, румынско-итальянские отношения значительно улучшились, в сентябре 1926 г. был подписан договор о дружбе между двумя государствами. Вскоре Румынией был также подписаны Локарнские договоры. Пытался создать альянс Малая Антанта из Чехословакии, Румынии и Югославии. Целью союза было сдерживание венгерского ирредентизма, а также предотвращение воссоздания монархии Габсбургов в Австрии или Венгрии.
В должности министра иностранных дел Румынии Ион Митилинеу наладил хорошие отношения с Чехословакией и Югославией. Считается одним из самых успешных министров иностранных дел Румынии.